# Gamla Paros flygplats
Den här artikeln har delvis skapats av Lsjbot, ett program (en robot) för automatisk redigering (2016-05). Artikeln kan eventuellt innehålla språkliga fel eller ett märkligt bildurval. Mallen kan avlägsnas efter en kontroll av innehållet.
Paros flygplats var en flygplats i Grekland.   Den ligger i prefekturen Kykladerna och regionen Sydegeiska öarna, i den sydöstra delen av landet, 160 km sydost om huvudstaden Aten. Paros National Airport ligger 36 meter över havet och öppnades 1982. Den ligger på ön Paros. Flygplatsen ersattes den 25 juli 2016 av Nya Paros flygplats.